# What3words
What3words es un sistema de geocodificación patentado diseñado para identificar cualquier ubicación en la superficie de la Tierra con una resolución aproximada de 3 metros. Es propiedad de la compañía homónima, con sede en Londres, Reino Unido. El sistema traduce las coordenadas geográficas en las mismas tres palabras fijas del diccionario. Por ejemplo, la placa del kilómetro cero de las carreteras radiales de España, situada en la Puerta del Sol, Madrid, es identificada por la secuencia ///algo.definía.colocó.
Este sistema se diferencia de otros métodos de geocodificación en que utiliza palabras en lugar de una combinación de números o letras (si bien el patrón usado no es obvio). El algoritmo que asigna la composición de palabras a las ubicaciones tiene derechos de autor.
What3words ha sido objeto de críticas por su código fuente cerradoy por el posible riesgo de ambigüedad y confusión en sus direcciones de tres palabras. Esto ha llevado a que algunas entidades desaconsejen su uso en aplicaciones críticas para la seguridad.
La empresa tiene una página web, aplicaciones para iOS y Android y una API para la hacer la conversión entre las direcciones de What3words y coordenadas de latitud y longitud.

## Historia
What3words fue fundada por Chris Sheldrick, Jack Waley-Cohen, Mohan Ganesalingam y Michael Dent y se lanzó en julio de 2013. Sheldrick y Ganesalingam concibieron la idea cuando Sheldrick, que trabajaba como organizador de eventos, tuvo dificultades para llevar a las bandas y el equipo musical a las entradas adecuadas de los grandes recintos musicales. Sheldrick intentó usar coordenadas GPS, pero decidió que las palabras eran mejores que los números después de que una alteración del orden de dos dígitos llevó a un conductor a una ubicación incorrecta. Le atribuye a un amigo matemático la idea de dividir el mundo en cuadrados de 3 metros de lado, y al lingüista Jack Waley-Cohen el uso de palabras fáciles de recordar. La empresa se constituyó en marzo de 2013 y se presentó una solicitud de patente para la nomenclatura en abril de 2013. En noviembre de ese mismo año, What3words recaudó 500 000 dólares de financiación inicial.
What3words originalmente vendía direcciones de una sola palabra, que se almacenaban en una base de datos por una tarifa anual, pero este producto se suspendió cuando la empresa cambió a un modelo basado en el business to business. En 2015, la empresa se centró en ofertar su producto a empresas de logística, oficinas de correos y mensajería.
En enero de 2018, Mercedes-Benz compró aproximadamente el 10 % de la empresa y anunció la introducción de What3words en futuras versiones a su sistema de navegación e infoentretenimiento.
En el mismo año, la empresa facturó 274 000 libras esterlinas y perdió 11 millones. En diciembre de 2019, la empresa perdió 14,5 millones de libras y declaró activos valorados en 24,7 millones de libras. En enero de 2020, la empresa había alcanzado los 100 empleados y recaudó más de 50 millones de libras esterlinas de inversores. No obstante, las pérdidas continuaron:
- En diciembre de 2020: £16.09 millones.
- En diciembre de 2021: £43.29 millones.[20]
- En diciembre de 2022: £31.53 millones.[1]

En marzo de 2021, se anunció que ITV plc había invertido £2 millones en What3words.

## Fuente de ingresos
El sistema y la aplicación de What3words son gratuitos para el uso personal. La empresa afirma que sus ingresos provienen del cobro a las empresas usuarias de sus productos.

## Usuarios

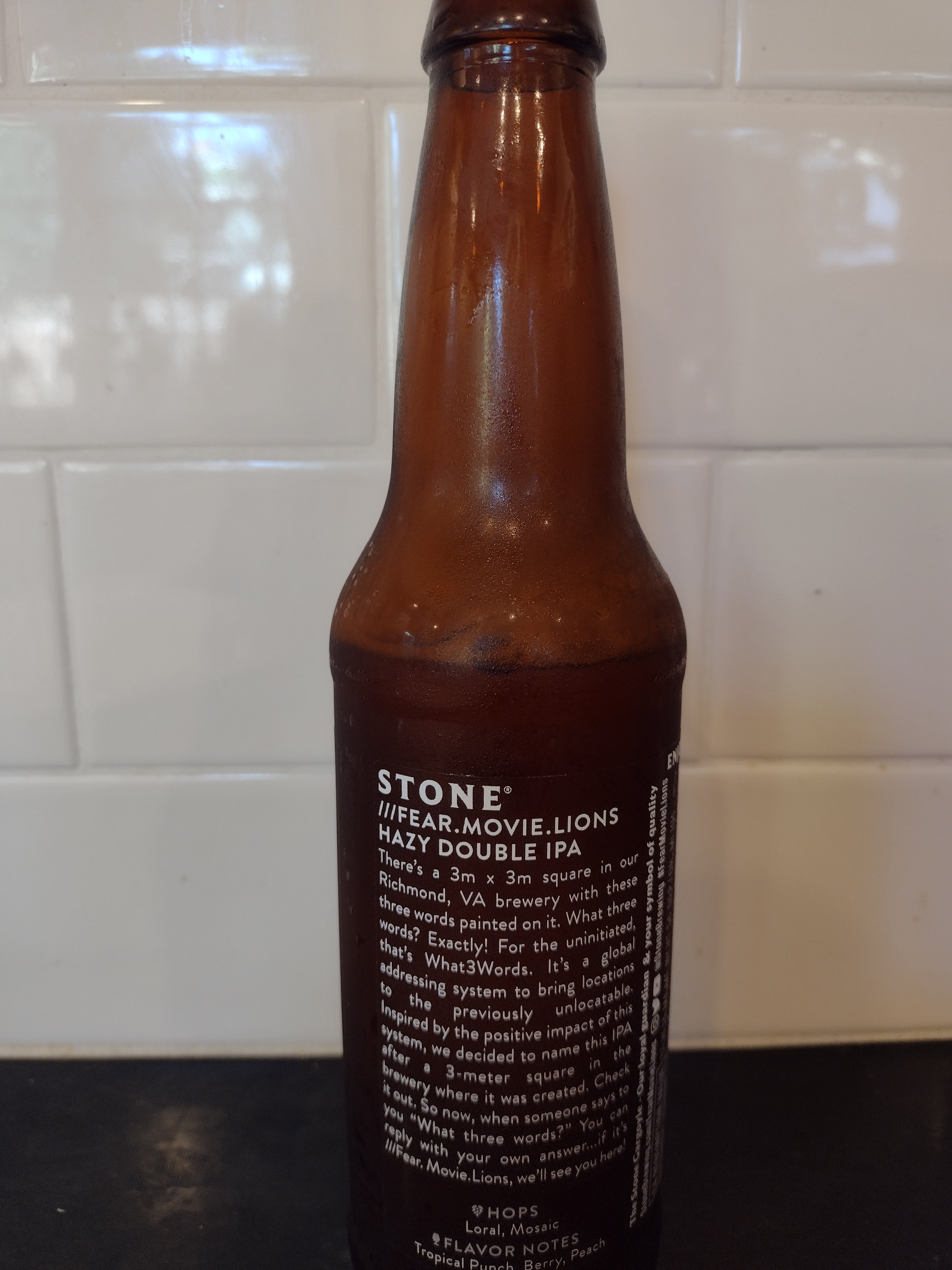
El etiquetado de una cerveza explica a los clientes cómo pueden usar What3Words para encontrar cualquier cosa (pero destacando que, sobre todo, cervezas).

### Servicios de emergencia
Desde 2019, What3words ha sido adoptado por algunos servicios de emergencia, que pueden usarlo de forma gratuita y participar en campañas para promocionar el uso de la aplicación financiadas por What3Words. En septiembre de 2021, más del 85 % de los servicios de emergencia británicos utilizaban What3words, incluyendo la Policía Metropolitana y los Bomberos de Londres. También se ha agregado soporte a la aplicación Emergency Plus del gobierno australiano.Algunos de los usos en emergencias han sido los siguientes:
- En septiembre de 2019, el Servicio de Ambulancias de Escocia utilizó la aplicación para compartir la ubicación de un excursionista herido con los guardacostas.[29]
- En febrero de 2020, el servicio de ambulancias de Tasmania la usó para localizar a un excursionista herido.
- En octubre de 2020, la policía de Singapur pidió a dos niños de 14 años perdidos que descargaran y usaran la aplicación.[30]
- En julio de 2022, personal de emergencia del condado de Baldwin, Alabama, utilizaron la aplicación para localizar a un kayakista volcado y que los socorristas no podían ver debido a las condiciones del agua.[31]
- En agosto de 2022, los bomberos de Tröstau usaron la aplicación para comunicar una ubicación al servicio de rescate de montaña de Wunsiedel.[32]
- En septiembre de 2022, los servicios de emergencia de Halton localizaron a un escalador herido utilizando la aplicación.[33]

### Usos en la automoción
El Mercedes Clase A de cuarta generación, lanzado en mayo de 2018, se convirtió en el primer vehículo con What3words a bordo.

## Diseño: Listas de palabras
What3words divide el mundo en una cuadrícula de 57 billones de cuadrados de 3 x 3 metros, cada uno de los cuales tiene una dirección de tres palabras. La empresa dice que ha hecho todo lo posible para eliminar homófonos y variaciones ortográficas.
Las listas de palabras con las que funciona What3words están disponibles en 50 idiomas. Tienen una extensión de 25 000 palabras (excepto la inglesa, que tiene una extensión de 40 000 para cubrir tanto el mar como la tierra). Las traducciones no son directas, ya que las traducciones a algunos idiomas pueden producir más de tres palabras. En lugar de eso, las ubicaciones se clasifican "teniendo en cuenta las sensibilidades y los matices lingüísticos". Las áreas densamente pobladas tienen cadenas de palabras cortas para ayudar a un uso más frecuente; mientras que las zonas menos pobladas utilizan palabras más complejas.

## Críticas

### Software propietario
El sistema What3words ha sido criticado por estar controlado por una empresa privada y el software por estar patentado y no ser de uso libre.
La empresa ha seguido una política de presentar reclamaciones de derechos de autor contra personas y organizaciones que han alojado o publicado archivos del algoritmo de What3words o código de ingeniería inversa que replica la funcionalidad del servicio, como la implementación gratuita y de código abierto WhatFreeWords. Por ejemplo, la web whatfreewords.org fue eliminada tras un aviso de eliminación de la Ley de Derechos de Autor del Milenio Digital (DMCA) emitido por What3words. Esta política se ha extendido a la eliminación de comentarios en las redes sociales que hagan referencia a versiones no autorizadas. A finales de abril de 2021, el bufete de abogados de What3Words se puso en contacto con un investigador de seguridad que se había ofrecido en Twitter a compartir el software WhatFreeWords, exigiéndole que eliminara los tuits y el software, e insinuando que el incumplimiento podría provocar acciones legales.

### Ambigüedad
What3words afirma que las direcciones similares están espaciadas lo más lejos posible para evitar confusión, y que los códigos que suenan de manera similar tienen una probabilidad de 1 entre 2,5 millones de señalar a ubicaciones cercanas entre sí.
Sin embargo, el investigador de seguridad Andrew Tierney calcula que el 75 % de las direcciones de What3words que contienen palabras en plural también existen usando las palabras en singular (o vicerversa).  El cofundador y director ejecutivo Sheldrick respondió: "Si bien la abrumadora proporción de combinaciones de tres palabras similares hará que las ubicaciones equivocadas sean obvias, todavía habrá casos en los que las ubicaciones con combinaciones de palabras similares estén cerca".
Un análisis más detallado de Tierney muestra que, en el área de Londres, alrededor de 1 de cada 24 direcciones se podría confundir con otra dirección de Londres. Otro estudio muestra que la causa de estos problemas es que el algoritmo de asignación de direcciones (descrito en la patente de What3Words) no hace un buen trabajo al aleatorizar la lista de palabras, confirmando los hallazgos de Tierney y muestra que no son un problema aislado.
En septiembre de 2022, el Departamento de Cultura, Medios y Deportes inglés utilizó What3words para dirigir a los asistentes al funeral de la reina Isabel II hasta los puntos designados en el recorrido. De los primeros cinco códigos publicados, cuatro conducían al lugar equivocado, incluido un barrio de Londres a 24 km del verdadero lugar. Posteriormente, se tuvo que utilizar un sistema automatizado para generar los identificadores, ya que se dieron cuenta de que tener personas involucradas en el proceso generaba múltiples errores tipográficos.

### Problemas con las palabras aleatorias
En un blog de 2019, el experto en tecnología y defensor de estándares abiertos Terence Eden cuestionó la neutralidad cultural de usar palabras en lugar de números generados por las coordenadas del mapa. "Las cifras son (en su mayoría) culturalmente neutrales". "Las palabras no lo son. ¿Es ///milla.loco.sombra un nombre respetuoso para un monumento a los caídos? ¿Qué tal ///tribus.herir.rechoncho para un templo religioso?"

## Premios
What3words ha recibido los premios de:
- Gran Premio de Innovación en el Festival Internacional de Creatividad Cannes Lions en 2015.[44]
- Premio al Desarrollo Económico de la Organización Sobrato: The Tech Awards de 2015.[45]